# Karl Friedrich von Klöden
Karl Friedrich von Klöden (Berlino, 21 maggio 1786 – Berlino, 9 gennaio 1856) è stato un educatore, geografo e storico tedesco.

## Biografia
Fu il figlio di un ufficiale discendente dalla dinastia Markish, cresciuto in circostanze impoverite. Nel 1801, andò a lavorare con suo zio, un orologiaio. Nel 1807 incominciò a lavorare da solo, in particolare creò delle mappe geografiche e incideva. Dal 1814 al 1817, insegnò presso l'istituto di Plamann mentre frequentò l'Università di Berlino. Nel 1817 fu direttore della scuola normale di Potsdam e sette anni dopo di una scuola commerciale a Berlino.

## Opere
Il suo lavoro più importante era sul campo geografico; oltre alle sue mappe d'Europa, va menzionata Grundlinien zu einer neuen Theorie der Erdgestaltung (1824) and Landeskunde von Palästina (1816). Le opere sulla storia vi sono: Ueber die Entstehung, das Alter und die früheste Geschichte der Städte Berlin und Kölln (1839); Lebens und Regierungsgeschichte Friedrich Wilhelms des Dritten Königs von Preussen (1840); e Die Quitzows und ihre Zeit (1889).